# Sebastian Jacob (Fußballspieler)
Sebastian Jacob (* 26. Juni 1993 in Saarbrücken) ist ein ehemaliger deutscher Fußballspieler und heutiger Sportfunktionär. Der Stürmer stand zuletzt beim 1. FC Saarbrücken unter Vertrag.

## Karriere als Spieler
Jacob begann seine Karriere bei der JFG Saarlouis und spielte danach für Jugendmannschaften des 1. FC Saarbrücken, bevor er nach dem Ende seiner Ausbildung 2012 zum 1. FC Kaiserslautern wechselte. Dort kam er zunächst nur für die zweite Mannschaft zum Einsatz und debütierte am 10. August 2012 für diese bei einem 1:1 gegen Wormatia Worms in der Regionalliga Südwest. Am 13. Oktober 2012 erzielte er bei einem 2:2 gegen die zweite Mannschaft der TSG 1899 Hoffenheim seinen ersten Treffer.
Zur Saison 2014/15 rückte der Stürmer in den Kader der ersten Mannschaft auf, nachdem er in der Vorsaison in 30 Regionalligaspielen 11 Treffer und 7 Vorlagen hatte beisteuern können. Er wurde neben der 2. Bundesliga erstmals im DFB-Pokal eingesetzt und kam parallel dazu auch noch einige Male für die zweite Mannschaft zum Einsatz. Am 7. November 2014 erzielte Jacob beim 2:2 gegen den VfL Bochum sein erstes Tor im Profifußball. Zwischen Sommer 2015 und Frühjahr 2016 konnte der Angreifer aufgrund eines Kreuzbandrisses lediglich drei Regionalligaspiele bestreiten und kam auch nach seiner Rückkehr nur noch auf drei Partien in der zweithöchsten deutschen Spielklasse, bevor er ab April 2017 erneut wegen Knieproblemen ausfiel.
Nachdem Jacob im Anschluss an die Spielzeit ein halbes Jahr vereinslos gewesen war, kehrte er im Januar 2018 nach Saarbrücken zurück, wo er einen bis Juni 2020 gültigen Vertrag unterschrieb. Am Ende der Regionalligasaison 2017/18 wurde der Stürmer mit dem Verein Südwestmeister, scheiterte jedoch in den Aufstiegsspielen zur 3. Liga am Bayernmeister 1860 München. In der Spielzeit 2018/19 erzielte Jacob 17 Tore, bereitete 6 weitere vor und wurde mit Saarbrücken Vizemeister sowie Saarlandpokalsieger. Auch 2019/20 gelangen dem Angreifer wieder 17 Saisontore, als die Spielzeit aufgrund der COVID-19-Pandemie Ende Mai 2020 vorzeitig abgebrochen wurde, stand er so in der Torjägerliste hinter André Becker (20 Treffer). Nach Anwendung der Quotientenregel wurde Saarbrücken zum Meister erklärt und als erster Aufsteiger in die 3. Liga gemeldet. Jacob und der FCS konnten sich darüber hinaus als erster Viertligist bis ins DFB-Pokal-Halbfinale spielen, das mit 0:3 gegen Bayer 04 Leverkusen verloren ging. Im Anschluss an die Spielzeit wurde der Vertrag des Angreifers bis Juni 2023 verlängert. In der 3. Liga war Jacob weiter Stammspieler und Torjäger, ehe er sich Mitte Oktober 2022 bei einem Ligaspiel einen Kreuzbandriss zuzog. Im Februar 2023 wurde sein Vertrag um ein Jahr verlängert. Nach dem Wiedereinstieg ins Training riss er sich das Kreuzband im Juli 2023 erneut.
Im Dezember 2024 beendete er seine Karriere.

## Karriere als Funktionär
Am 1. August 2025 trat Sebastian Jacob sein Amt als Geschäftsführer des Saarbrücker American-Football-Teams Saarland Hurricanes an. Zuvor schloss er ein Studium in Sportbusiness- und Kommunikationsmanagement ab.

## Erfolge
1. FC Saarbrücken
- Meister der Regionalliga Südwest: 2018, 2020
- Aufstieg in die 3. Liga: 2020
- Saarlandpokalsieger: 2019